# Ernesto de Curtis
Ernesto de Curtis est un compositeur italien né le 4 octobre 1875 et mort le 31 décembre 1937.

## Biographie
Né à Naples, il est le fils de Giuseppe de Curtis et Elisabetta Minnon, l'arrière petit-fils du compositeur Saverio Mercadante et le frère du poète Giambattista de Curtis (1860-1926), avec lequel il écrivit la chanson Torna a Surriento. 
Il étudie le piano et reçoit son diplôme au conservatoire San Pietro a Majella de Naples.
Il meurt à Naples en 1937.

## Œuvres
Entre 1900 et 1937, il a écrit plus d'une centaine de chansons, les plus connues étant, outre Torna a Surriento :
- Canta pe' me (1909)
- Tu ca nun chiagne
- Voce 'e notte
- Non ti scordar di me (1935, du film homonyme)
- Mandulinata
- Duorme Carmé
- Ti voglio tanto bene
- Senza Nisciuno